# Golem!
Golem! (alternative Schreibweise auch: Golem) ist eine 2001 gegründete und in New York ansässige Klezmer-Band. Die Gruppe kombiniert traditionelle osteuropäische Musikstile mit Punk-, Rock- und Ska-Elementen und interpretiert ihre Stücke in unterschiedlichen Sprachen wie Englisch, Jiddisch, Russisch und Ladino.

## Geschichte
Gegründet wurden Golem! 2001 von der Bandleaderin Annette Hesekiel Kogan. Ihren Stil bezeichnete die Gruppe als „osteuropäischen Folk-Punk“. Bis einschließlich 2009 veröffentlichten Golem! fünf CDs: die Debüt-EP Golem (2001), Libeshmertzn (Love Hurts) (2002), Homesick Songs (2004), Fresh Off Boat (2006), Citizen Boris (2009) und Tanz (2014). Mit zahlreichen Liveauftritten hat sich die Gruppe vor allem als Stimmungskapelle profiliert – unter anderem in den USA in Kanada, Mexiko, Großbritannien, Frankreich, Polen und Schweden. Im Rahmen einer Europa-Tournee im Jahr 2010 gastierte die Gruppe auch in Deutschland. Begleitet wurde die Band von dem Berliner DJ Yuriy Gurzhy, einem Sammler neuer jüdischer Grooves, der eng mit dem Autor und Dj Wladimir Kaminer zusammenarbeitet.
Mitglieder der Band waren Anfang 2011: die Bandgründerin Annette Hesekiel Kogan (Gesang, Akkordeon), Aaron Diskin (Gesang, Tambourin), Alicia Jo Rabbins (Violine), Curtis Hasselbring (Posaune), der Bassist Taylor Bergren-Chrisman sowie der Schlagzeuger Tim Monaghan. Die neueren Veröffentlichungen der Gruppe erschienen bei JDub Records, einer in New York ansässigen Non-Profit-Eventproduktionsfirma, die sich auf die Veröffentlichung aktueller jüdischer Musik spezialisiert hat.

## Stil und Kritiken
Obwohl Golem! nach Eigenangaben vorwiegend bei jüngerem Publikum gut ankommt und ihren Schwerpunkt auf Live- und Partyauftritte setzt, berichteten auch größere US-Medien über die Band – unter anderem die New York Times, die Washington Post, die Village Voice sowie der Forward. Die US-Ausgabe des Rolling Stone schrieb zu Fresh Off Boat: „Das dritte Album dieser Newcomer-Band präsentiert Gypsy-Folkpunk, komplettiert mit Klezmer-Einlagen und Jokes.“ Die Jewish Week charakterisierte die Gruppe mit den Worten: „Dies ist nicht die Klezmerband deines Vaters – es sei denn, dein Vater war Sid Vicious.“
Anlässlich eines Berlin-Gigs der Band hob die Webseite der Jüdischen Gemeinde zu Berlin ebenfalls den Party-Faktor der Auftritte hervor: „Mit Namen und vielmehr ihrer Musik, einer Art jiddischem Klezmer-Punk, mischt die Band in New York längst die Partyszene auf. Leidenschaftlich und unverkrampft gesellen sich dazu Gypsymusik, Balkanklänge und Folksounds – ein frischer Wind in der Worldmusic Szene, musikalisch virtuos und dennoch mit viel Humor und Spielfreude. Man sagt den Musikern nach, dass sie schier jede Party zu rocken verstehen, denn ihre Musik verlangt nicht nur die Aufmerksamkeit des Publikums, vielmehr noch dessen Interaktion mit der Band.“

## Diskografie
- Golem (Marcata Recording, 2001)
- Libeshmertzn (Love Hurts) (2002)
- Homesick Songs (2004)
- Fresh Off Boat (JDub Records, 2006)
- Citizen Boris (JDub Records, 2009)
- Tanz (Discos Corason, 2014)